# Мулаев, Хаваж-Баудин Эмединович
Хаваж-Бауди(н) Эмединович Мулаев (род. 23 января 1960) — советский борец классического стиля, чемпион и призёр чемпионатов СССР, обладатель Кубков СССР и мира, мастер спорта СССР международного класса. Представлял спортивный клуб «Динамо» (Грозный). Выступал в полутяжёлой весовой категории (до 90 кг). Тренировался под руководством Сайд-Ахмада и Сайдселима Абдулаевых.

## Спортивные результаты
- Гран-при Ивана Поддубного 1984 года — ;
- Чемпионат СССР по классической борьбе 1984 года — ;
- Чемпионат СССР по классической борьбе 1985 года — ;
- Кубок СССР по борьбе 1985 года — ;
- Гран-при Ивана Поддубного 1985 года — ;
- Чемпионат Европы по борьбе 1986 года — 4 место;